# Pierwsze czytanie (liturgia)
Pierwsze czytanie - fragment Pisma Świętego (zazwyczaj ze Starego Testamentu i Dziejów Apostolskich). Stanowi on część liturgii słowa we Mszy Świętej. Czytane jest zazwyczaj przez lektora, ale także księdza i diakona.